# Sloanea monosperma
Sloanea monosperma là một loài thực vật có hoa trong họ Côm. Loài này được Vell. miêu tả khoa học đầu tiên năm 1825.